# Pordim (huyện)
Pordim là một huyện thuộc tỉnh Pleven, Bungaria. Dân số thời điểm năm 2001 là 8179 người.